# Советский (Болотнинский район)
Советский — исчезнувший посёлок в Болотнинском районе Новосибирской области. На момент упразднения входил в состав Новобибеевского сельсовета. Исключен из учётных данных в 1981 году.

## География
Располагался на левом берегу реки Ояш, в 5,5 км к югу от села Новобибеево.

## История
Посёлок был основан в 1923 г. В 1926 году состоял из 14 хозяйств. В административном отношении входил в состав Каменского сельсовета Ояшинского района Новосибирского округа Сибирского края.
Решением Новосибирского облисполкома от 09.02.1981 г. № 69 посёлок исключен из учётных данных.

## Население
По переписи 1926 г. в посёлке проживало 74 человека (46 мужчин и 28 женщин), основное население — русские.